# Баисли
Баисли (на гръцки: Πανόραμα, Пано̀рама, до 1926 година: Μπαϊσλή, Баисли) е историческо село в Република Гърция, разположено на територията на дем Кукуш, област Централна Македония.

## География
Селото е било разположено северно от град Кукуш (Килкис), на 2 km от Кара Махмутли (Мавроплагия), в южното подножие на едноименното възвишение Баисли (684 m).

## История

### В Османската империя
В XIX век Баисли е турско село в Авретхисарската каза на Османската империя. Според статистиката на Васил Кънчов („Македония. Етнография и статистика“) в 1900 година Баирли има 126 жители, всички турци.

### Гърция
В 1913 година след Междусъюзническата война селото попада в Гърция. Боривое Милоевич пише в 1921 година („Южна Македония“), че Баисли (Бајисли) има 30 къщи турци. Селото вероятно се разпада в Първата световна война, тъй като в преброяването от 1920 година не се споменава. Обновено е от гърци бежанци. В 1926 година името на селото е променено на Панорама. В 1928 година селото е изцяло бежанско с 8 семейства и 24 жители бежанци. Скоро жителите му го напускат и се заселват в съседното Кара Махмутли.
| Година    | 1913 | 1920 | 1928 | 1940 | 1951 | 1961 | 1971 | 1981 | 1991 | 2001 | 2011 | 2021 |
| --------- | ---- | ---- | ---- | ---- | ---- | ---- | ---- | ---- | ---- | ---- | ---- | ---- |
| Население | 118  |      | 25   |      |      |      |      |      |      |      |      |      |